# Tito Liviano
Proteo «Tito» Liviano es uno de los personajes principales de la serie final de los Episodios nacionales de Benito Pérez Galdós, escritor y periodista de El Debate, ferviente republicano, buen orador y afortunado galán en la amenidad de sus conquistas amorosas en el Madrid decimonónico. Personaje mujeriego procedente de una familia tradicionalista de Álava, aparece en Madrid a finales del siglo xix cuando se narran los acontecimientos del cambio de régimen con la elección de Amadeo I como Rey de España.
Hace su aparición en el episodio Amadeo I, y narra los acontecimientos de la llegada al trono de Amadeo I, la proclamación de la I República, su posterior descomposición con la Rebelión cantonal (narrando los hechos desde Cartagena), la tercera guerra carlista en el frente vasco-navarro y la muerte de Manuel Gutiérrez de la Concha en la batalla de Abárzuza, la toma de Cuenca por tropas carlistas y la restauración borbónica con la llegada de Alfonso XII de la mano de Antonio Cánovas del Castillo.
A diferencia de los personajes anteriores, Tito Liviano narra en ocasiones los hechos de forma no lineal, mezclando los hechos como reales e imaginarios. Con él, en la misma ensoñación, crea Galdós a Mariclío, a imagen y semejanza que el personaje de la «Madre» El caballero encantado, llamada también «Tía Clío Mariana», una especie de musa o personificación de la Historia de España, mujer de elevada edad, aspecto cambiante y conducta extravagante, «personaje numinoso omnipresente», que toma a Tito bajo su protección y le transforma en «duendecillo invisible» para que actúe de observador de los acontecimientos históricos y se los transmita a continuación. De la mano de Mariclío, musa de la Historia y de sus hermanas, las musas de las artes, su mente cree presenciar hechos de la historia y trasladarse en el espacio.
Los personajes galdosianos que se relacionan con Tito son de otros episodios o novelas, como José Ido del Sagrario y su mujer e hija, Nicanora y Rosita; la musa Mariclío, Leonarda Bravo Leona la Brava, Silvestra Irigoyen Chilivistra y las conquistas amorosas del protagonista.
El propio escritor vivió los sucesos narrados, y el personaje no parece un personaje real, sino un desdoblamiento interior del autor, el narrador «ubicuo y omniscente» que le sirve a Galdós de heterónimo. Por ejemplo, el periódico en el que trabaja Tito Liviano, El Debate, fue dirigido por el propio Galdós entre 1871 y 1873.